# Лэйн, Джеймс
Джеймс Генри Лэйн (James Henry Lane) (28 июля 1833 — 21 сентября 1907) — американский профессор и генерал армии Конфедерации в годы американской Гражданской войны. Его пехотная бригада участвовала в «атаке Пикетта» под Геттисбергом. Он так же считается отцом-основателем Вирджинского политехнического университета и в его честь названо старейшее здание университета, Лэйн-Холл.

## Молодые годы
Лэйн родился в 1833 году, в местечке Мэтьюз-Кортхауз в Вирджинии, в семье Генри Гарднера Лэйна и Мэри Энн Генри Барквелл. 22 июля 1851 года он поступил в Вирджинский военный институт (VMI), который окончил в 1854 году, 2-м по успеваемости в классе из 14 кадетов. В 1857 году закончил обучение в Вирджинском университете. Несколько лет он проработал профессором математики в VMI и преподавателем натуральной философии в Военном институте Северной Каролины.

## Гражданская война

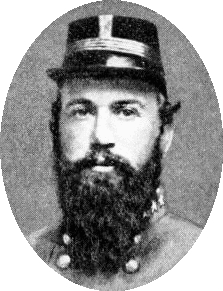
Полковник Джеймс Лэйн

Когда началась Гражданская война, Лэйн вступил в армию Конфедерации и 11 мая 1861 года стал майором 1-го северокаролинского пехотного полка, которым тогда командовал Дэниель Хилл. В июне этот полк был задействован в сражении при Биг-Бетель. Лэйн быстро получил несколько повышений и 15 сентября был выбран полковником 28-го северокаролинского полка. В ходе реорганизации полка в апреле 1862 года Лэйн был переизбран на эту должность.
Лэйн был дважды ранен в сражении при Севен-Пайнс, где его полк сражался в составе бригады Лоуренса Брэнча (в «Лёгкой дивизии Хилла»). В составе этой бригады Лэйн прошёл Семидневную битву, где был ранен дважды: в голову при Гейнс-Милл и в щеку при Глендейле.
Несмотря на ранения, Лэйн остался в полку и командовал им во втором сражении при Бул-Ране и в сражении при Энтитеме. Под вечер в день Энтитемского сражения был убит генерал Брэнч, и Лэйн принял командование бригадой. Бригада состояла из пяти северокаролинских полков:
- 7-й северокаролинский (подп. Джуниус Хилл).
- 18-й северокаролинский (полк. Томас Парди).
- 28-й северокаролинский (полк. Сэмуэль Лоу).
- 33-й северокаролинский (полк. Кларк Эвери).
- 37-й северокаролинский (полк. Уильям Барбур).

Солдаты бригады Брэнча составили прошение, чтобы Лэйна оставили командиром. Командование согласилось и 1 ноября 1862 года Лэйну было присвоено звание бригадного генерала.
Через месяц Лэйн впервые командовал своей бригадой в ходе сражения при Фредериксберге. Бригада оказалась как раз на том участке, на который была направлена основная атака федеральной дивизии Джорджа Мида. Томас Джексон (прославленный как «Джексон Каменная Стена») в рапорте описал этот бой следующим образом: «Они продолжили, однако, продвигаться вперёд и перед тем, как генерал А. П. Хилл успел закрыть разрыв между Арчером и Лэйном, фронт был прорван, и враг, пользуясь подавляющим численным превосходством, бросился в разрыв, опрокинув правый фланг Лэйна и левый фланг Арчера. Атакованные с фронта и тыла, 14-й Теннессийский и 19-й Джорджианский полки бригады Арчера, а равно и вся бригада Лэйна, начали отходить, после, однако ж, храброго и упрямого сопротивления». На помощь Лэйну пришла Джорджианская бригада Томаса и помогла ликвидировать прорыв.
Весной 1863 года бригада Лэйна участвовала во фланговой атаке позиций Потомакской армии во время сражения при Чанселорсвилле. Дивизия Родса шла в авангарде атаки, она обратила в бегство федеральный XI корпус, но вскоре наткнулась на высоту Фэирвью, занятую кавалерией противника, и Родс не рискнул повторно бросать в бой своих людей, попросив замены для своей дивизии. Джексон направил к высоте дивизию Хилла, но вовремя на позицию успел прийти только Лэйн. Попав в сложное положение, Лэйн отправился на поиски Хилла, но случайно встретил самого Джексона. Так Лэйн стал последним генералом, который видел Джексона живым. Джексон как раз планировал новую атаку и для рекогносцировки вышел за пикетную линию бригады Лэйна. Когда он возвращался обратно, солдаты 18-го северокаролинского полка приняли его за противника и открыли огонь. Джексон был тяжело ранен. Из-за этого происшествия атака бригады была отложена, а затем она попала под атаку дивизии генерала Сиклса, но удержала позиции. На следующий день Лэйн всё же атаковал высоту Фэирвью, но неудачно. В том сражении бригада потеряла 909 человек — это были самые высокие потери бригадного уровня в том сражении.

### Геттисберг
В мае генерал Ли реорганизовал армию, разделил Лёгкую дивизию Хилла на две части, и таким образом бригада Лэйна попала в состав дивизии Уильяма Пендера. В составе этой дивизии она участвовала в Геттисбергской кампании и была введена в бой в сражении при Геттисберге в первый же день боя, когда Пендер силами трёх бригад атаковал противника на Семинарском хребте. Бригада Лэйна стояла на правом фланге дивизии, и Лэйна очень беспокоила федеральная кавалерия на этом направлении. Ему пришлось предпринимать некоторые меры для противодействия кавалерии (вплоть до построения полков в каре), и в итоге бригада не участвовала в атаке самого Семинарского хребта.
2 июля дивизия Пендера стояла левее дивизии Андерсона и днём генерал Пендер был смертельно ранен осколком снаряда. Командование передали Лэйну с указанием, чтобы он повел её в наступление, если будет возможность. Однако в этот момент бой на участке дивизии Андерсона стал затихать, поэтому Лэйн не стал начинать наступления.
3 июля Лэйн получил приказ сместиться вправо и занять позицию позади правого фланга дивизии Хета-Петтигрю для участия в атаке Семинарского хребта. Лейн осуществил этот манёвр, после чего командование дивизией принял Исаак Тримбл, а Лэйн вернулся к бригаде.
Мои люди никогда ещё не наступали так уверенно. Согласно приказу, они не вели огонь, пока не подошли на близкое расстояние к противнику, и тогда начали стрелять с хорошим результатом, несколько раз отгоняя артиллеристов от их орудий, заставив замолчать пушки на нашем участке фронта и потеснив пехотные линии на вершине холма. Мы подступили на несколько ярдов к каменной стене, попав под сильный артиллерийский обстрел с правого фланга. Мой левый фланг оказался сильно открыт, и колонна вражеской пехоты пошла вперед в этом направлении, обходя фланг моей линии. Это заставило меня отвести назад бригаду, и части правее меня сделали то же самое. Мы отступили настолько удачно, насколько можно было ожидать и перестроились сразу же за артиллерийскими позициями согласно приказам генерала Тримбла, и оставались там до следующего утра.
— докладывал Лэйн в своём Геттисбергском рапорте. В том же рапорте Лэйн отметил : «Трудно переоценить действия моей бригады в этом кровавом деле. Офицеры и солдаты шли вперед с непревзойдённым героизмом, так что бригадный инспектор в тылу остался без работы».
Потери бригады в первые два дня были невелики, но в ходе атаки Семинарского хребта из строя вышло 660 человек из 1355 (41 убит, 348 ранено). Дивизионный генерал Тримбл был ранен в ходе атаки и Лэйн снова принял командование дивизией, сдав бригаду полковнику Эвери. От Геттисберга бригада отошла к Хагерстауну, где держала оборону 11 — 13 июля. 12 июля дивизию объединили с дивизией Генри Хета, который стал командиром этого нового формирования, а Лэйн вернулся к бригаде. Ночью 13 июля началось отступление от Хагерстауна, «более ужасное, чем отступление от Геттисберга». Бригада шла в арьергарде армии, и люди Лэйна едва держались на ногах от усталости. Бригада успела отойти за Потомак. Общие потери в ходе кампании составили 731 человек.

### Оверлендская кампания и Петерсберг
Весной 1864 года бригада Лэйна в составе дивизии Кадмуса Уилкокса участвовала в сражении в Глуши, при Спотсильвейни и при Колд-Харборе. В последнем сражении Лэйн был ранен в пах и сдал командование полковнику Джону Бэрри. Он вернулся в строй в начале 1865 года и в марте некоторое время командовал дивизией ввиду болезни Уилкокса. После сдачи Петерсберга бригада отступила к Аппоматтоксу, где сдалась со всей армией 9 апреля.

## Послевоенная деятельность
После войны Лэйн вернулся к преподавательской работе и стал профессором гражданской инженерии в Вирджинском колледже сельского хозяйства и механики (VAMC), основанном в 1872 году (сейчас — Политехнический университет Виргинии). C 1881 года и до своей смерти Лэйн преподавал инженерное дело в Алабамском политехническом институте, известном сейчас как Обернский университет.
Лэйн также служил первым комендантом кадетского корпуса при Вирджинском университете. Лэйн умер в Оберне, штат Алабама, и был похоронен на кладбище Пайн-Хилл.